# Oberea japonica
Oberea japonica là một loài bọ cánh cứng trong họ Cerambycidae.